# Evrazija
Eurasien är en skyskrapa i Moskvas internationella affärscentrum, Ryssland. Skrapan har 70 våningar och är 309 meter hög, vilket gör den till en av Europas högsta skyskrapor. 
Eurasien började byggas 2004 och stod färdig 2014. Den 20 augusti 2011, vid en höjd av 222 meter, avbröts byggandet på grund av en tvist kring ägandeskapet. I februari 2012 återupptogs byggandet.
Eurasien kommer rymma kasino, kontor, parkeringsgarage, lägenheter, hotell och annan underhållning.